# Rue Meyerbeer
La rue Meyerbeer est une rue du 9e arrondissement de Paris.

## Situation et accès
Située dans le prolongement de la rue Gluck, elle va de la rue Halévy à la rue de la Chaussée-d'Antin.

## Origine du nom

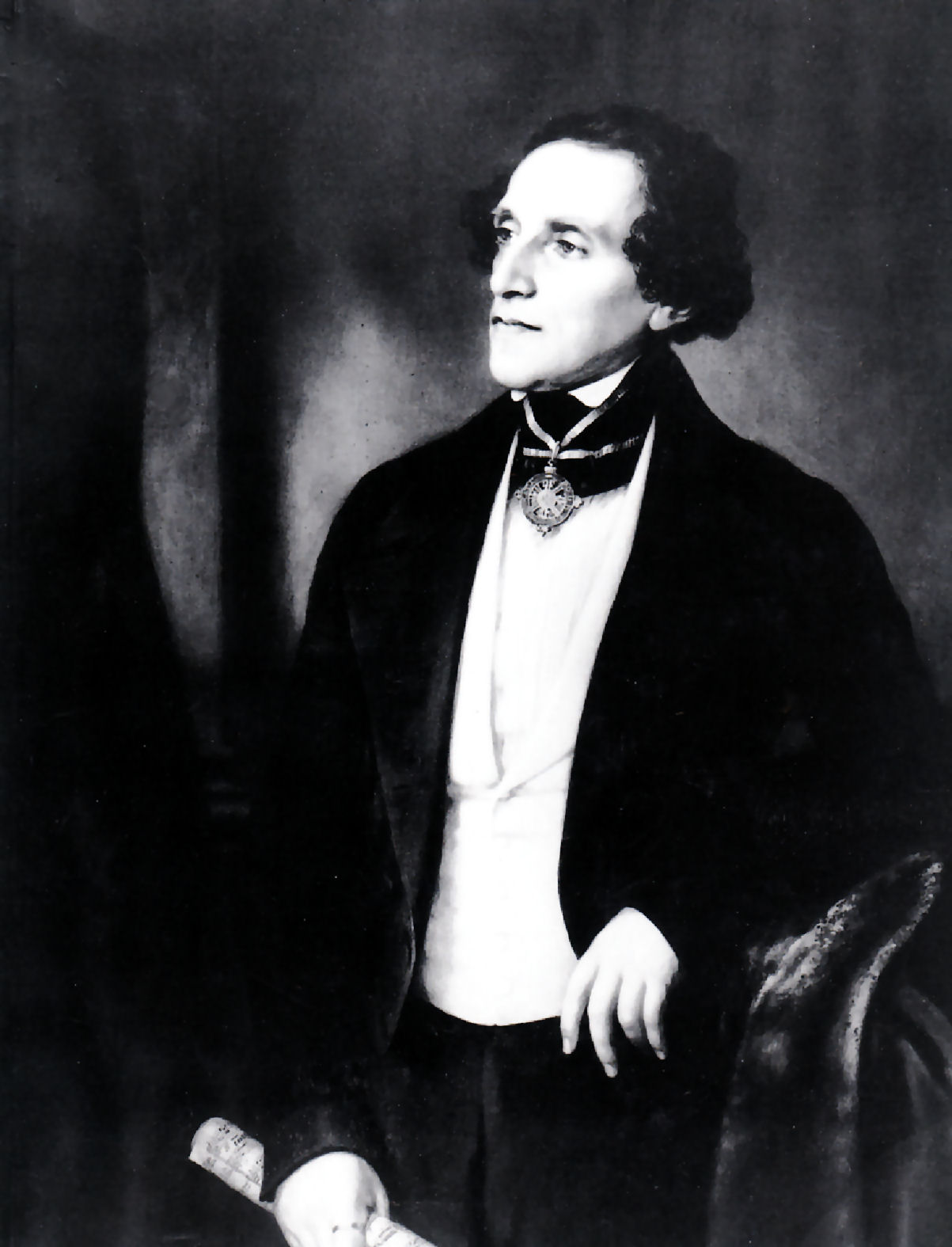
Giacomo Meyerbeer.

Elle porte le nom du compositeur allemand Giacomo Meyerbeer (1791-1864) en raison du voisinage de l'Opéra.

## Historique
Cette rue est ouverte par décret du 16 juillet 1862 et prend sa dénomination actuelle par décret du 2 mars 1867.
Sous l'Occupation, cette rue fait partie de celles que le capitaine Paul Sézille, directeur de l'Institut d'étude des questions juives, voulait marquer d'une étoile jaune, en raison de l'origine juive du personnage. Ce projet n'aboutira pas.

## Bâtiments remarquables et lieux de mémoire
- No 1 : Édouard-Achille Cornu dit Édouard Castel, artiste dramatique, régisseur de théâtres, second régisseur du Vaudeville en 1882 y meurt le 19 avril 1882[3].
- No 3 : abrita de 1941 à 1945 le Commissariat général aux prisonniers de guerre rapatriés et aux familles de prisonniers de guerre (1941-1945).
- No 4 : Henriette Robin, (1873-1900), artiste lyrique de l’Opéra y meurt le 20 juin 1900[4].
- No 7 : Madame Pasca, (1833-1914), comédienne, y meurt le 29 mai 1914.